# ガンバレとかうるせぇ
『ガンバレとかうるせぇ』は、2014年に製作された日本映画である。上映時間は70分。

## 概要
秋田市出身の監督である佐藤快磨が、自身が高校時代にサッカーをしていた経験を元に、地元の秋田で撮影した作品である。
2014年のぴあフィルムフェスティバルで映画ファン賞･観客賞を、ヨコハマ・フットボール映画祭で最優秀作品賞を受賞するなど、複数の映画祭で賞を獲得した。

## スタッフ・キャスト
- 配給：SPEAK OF THE DEVIL PICTURES
- 監督・脚本・編集：佐藤快磨
- プロデューサー：渡邊翔太
- 撮影：加藤大志
- 録音：内田達也
- 音楽：山城ショウゴ
- 出演：堀春菜、細川岳、布袋涼太、柳沼侃、江國亮介、山城ショウゴ、石上真紀子、ミョンジュ

## 映画祭
- 釜山国際映画祭ニューカレンツ部門招待
- ぴあフィルムフェスティバル PFFアワード2014 映画ファン賞、観客賞受賞[3]
- ヨコハマ・フットボール映画祭2015 最優秀作品賞受賞(横浜、仙台、ジャカルタ上映)
- TAMA NEW WAVE作品賞、主演女優賞ノミネート
- 福岡インディペンデント映画祭 2014優秀賞
- 福井映画祭長編部門審査員特別賞
- ちば映画祭 招待上映
- ジャパニーズフィルムフェスティバル招待(インド上映)